# ACF Brescia Calcio Femminile
Maillots
Dernière mise à jour : 26 septembre 2015.
L'Associazione Calcio Femminile Brescia Femminile est un club italien de football féminin basé à Capriolo dans la province de Brescia.

## Histoire
Le club est fondé en 1985 sous le nom de FCF Capriolo Arredamenti Ostilio. Il est renommé en 2001  ACF Pro Bergamo Femminile et se délocalise à Bergame. En 2005, le club revient à Capriolo et prend le nom d'ACF Brescia Calcio Femminile. 
L'équipe obtient sa promotion en première division en 2009 et remporte son premier titre majeur en 2012 avec une victoire en Coupe d'Italie. Le club remporte le Championnat d'Italie  en 2014 et connaît sa première participation en Coupe d'Europe lors de la Ligue des champions 2014-2015 ; elles sont éliminées dès les seizièmes de finale par les Françaises de l'Olympique lyonnais.
En 2018 le club cède sa licence au Milan AC et arrête le football professionnel pour se consacrer à la formation, l'équipe première s'engage dans le championnat Excellence de Lombardie.
Le club repart au quatrième niveau du football féminin italien en 2021 il est promu en deuxième division.

## Palmarès
- Championnat d'Italie féminin
  - Champion (2) : 2014 et 2016
  - Vice-champion (3) : 2015, 2017 et 2018

- Coupe d'Italie féminine
  - Vainqueur (2) : 2012 et 2015

- Supercoupe d'Italie féminine
  - Vainqueur (3) : 2014, 2015 et 2016.
  - Finaliste (1) : 2012.